# Miroslav Vepřek
Miroslav Vepřek (* 24. března 1978 Šternberk) je český slavista, básník a muzikant. Zaměřuje se zejména na staroslověnštinu a církevní slovanštinu české redakce. V letech 2015-2022 byl vedoucím Katedry bohemistiky Filozofické fakulty Univerzity Palackého.

## Život
Narodil se ve Šternberku, vystudoval českou filologii na Univerzitě Palackého v Olomouci, kde od roku 2005 působil jako odborný asistent a později jako docent. Věnuje se především lingvistické analýze církevněslovanských liturgických textů.
Mimo odborné a badatelské činnosti se věnuje též hudbě, jeho folková a bluesová kapela Alibaba vydala čtyři alba a v roce 2010 zvítězila v mezinárodní interpretační soutěži Interporta, za své písňové texty získal v roce 2004 cenu Rádia Proglas Za krásu slova.
Vydal také dvě sbírky básní s převážně nostalgickým laděním a patrnými vlivy bluesové hudby.

## Dílo

### Odborná
- Komárek K., Cholodová U., Bláha O., Arkhanhelska A., Merzová R., Vepřek M., Berezjuk O. Čeština na Volyni. 2020.
- Vepřek M. Hlaholský misál Vojtěcha Tkadlčíka. 2016.
- Vepřek M., Jensenová D. Staroměstský kámen v korespondenci Vojtěcha Tkadlčíka s vybranými odborníky. 2016.
- Vepřek M. Komparativní tvarosloví staroslověnštiny a staré češtiny. 2015.
- Vepřek M. Modlitba sv. Řehoře a Modlitba vyznání hříchů v církevněslovanské a latinské tradici. 2013.
- Vepřek M. Iskoni bě slovo. Texty ke studiu diachronní slavistiky a bohemistiky. 2011.
- Vepřek M. Česká redakce církevní slovanštiny z hlediska lexikální analýzy. 2006.

### Poezie
- Vepřek M. Moravský ZeMěPis. 2013.
- Vepřek M. Můj přítel tápe v čase. 2005.